# Rynek 9 (Lublin)

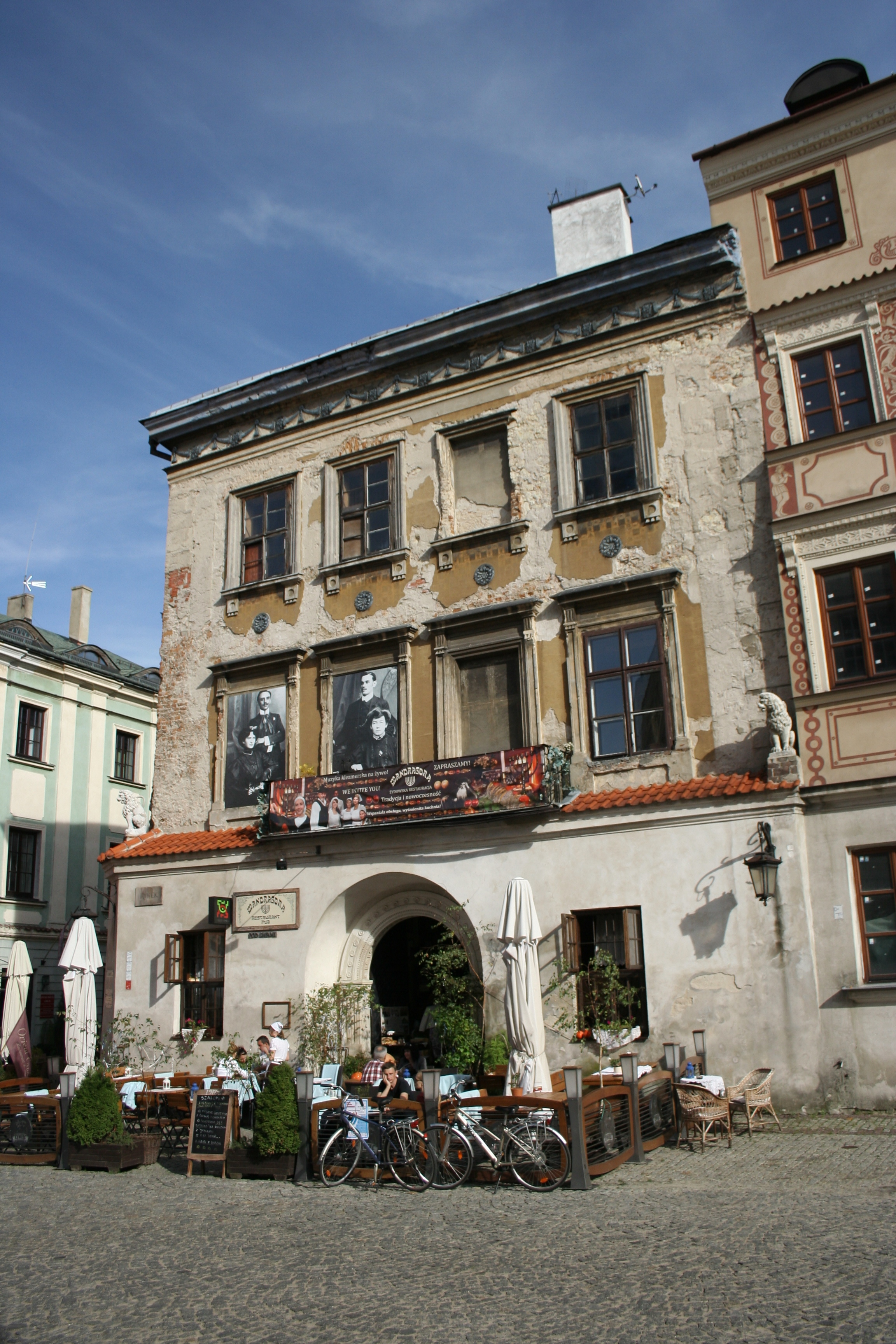
Gebäude bei Rynek 9 in Lublin

Das Gebäude an der Adresse Rynek 9 befindet sich in der historischen Altstadt von Lublin in Polen, genauer: am Marktplatz. Die ersten Quellen zu diesem Gebäude finden sich bereits im Jahr 1521. Aufgrund zweier Steinlöwen wurde das Gebäude auch Das Wohnhaus unter den Löwen genannt.

## Geschichte
Das 1521 genannte Gebäude wurde während eines Feuers 1575 komplett zerstört und bis 1582 wieder errichtet. Die Fassade des Erdgeschosses wurde 1699 renoviert. In der ersten Hälfte des 17. Jahrhunderts gehörte das Gebäude den Dominikanern. 1803 wurde es von Graf Karl Campo del Scipio erworben, welcher es nur ein Jahr später wieder veräußerte. Im Jahr 1823 wurde es während einer Auktion versteigert. Józef Potocki wurde neuer Eigentümer. Er veranlasste eine umfassende Renovierung und Modernisierung nach Plänen von Jakub Hempel. Der bisherige Eingang auf Seite des Marktplatzes wurde zugemauert. Von da an konnte das Gebäude nur noch durch die Złota St betreten werden. Die beiden, im 16. Jahrhundert in der Werkstatt von Santi Gucci geschaffenen, Löwen wurden entfernt. Ludwik Księżycki kaufte das Gebäude im Jahr 1914. Während des Zweiten Weltkrieges wurde es teilweise zerstört und 1954 weitgehend wiederhergestellt. Überreste des Portals aus der Renaissance wurden 1995 entdeckt. Das Portal verfügte über eine Archivolte, welche auf zwei Steinsäulen ruhte. Aus den erhaltenen Überresten wurde das ursprüngliche Portal rekonstruiert und der Eingang wieder auf die Seite des Marktplatzes verlegt. Rechts und links an den Ecken des ersten Gesims befinden sich an der Eingangsseite wieder zwei Löwen.

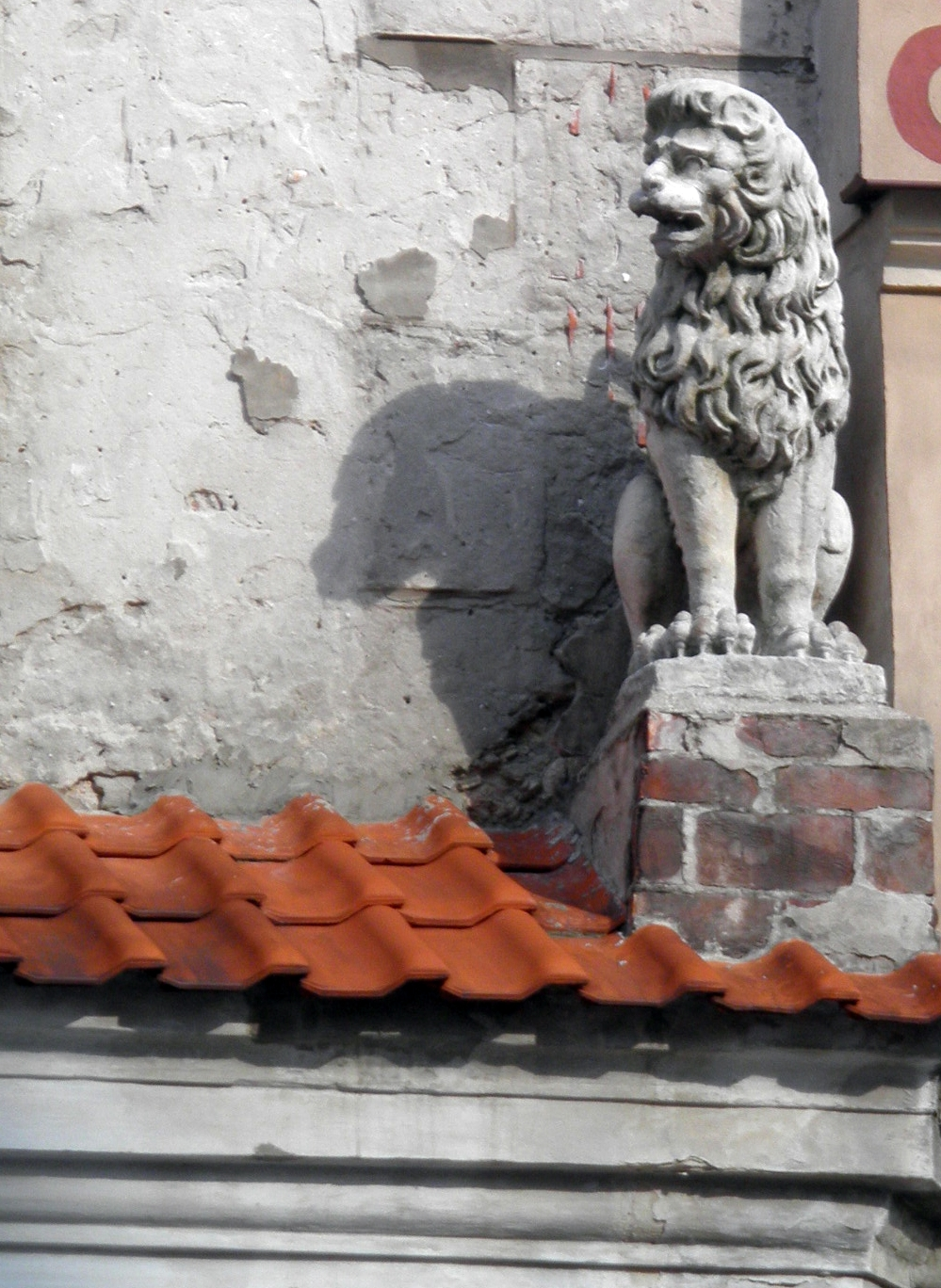
Löwe auf dem Gesims des Erdgeschosses